# The Honorable Mr. Buggs
The Honorable Mr. Buggs é um filme mudo do gênero comédia produzido nos Estados Unidos e lançado em 1927.